# Мозурюнас, Владас
Владас Мозурюнас (лит. Vladas Mozūriūnas; 1 февраля 1922, Каунас — 9 июня 1964, Вильнюс) — литовский советский поэт, прозаик, редакционный работник.

## Биография
Учась в гимназии в Каунасе, втянулся в подпольную комсомольскую деятельность. В 1940—1941 годах работал в журнале „Pionierius“ («Пионер»). Во время Великой Отечественной войны был в эвакуации. В 1942—1944 годах работал в редакции фронтовой газеты „Už Tarybų Lietuvą“ («За Советскую Литву»). Был редактором ежедневной газеты „Komjaunimo tiesa“ («Комсомольская правда»; 1945—1948), главным редактором иллюстрированного журнала „Švyturys“ («Маяк»; 1948—1954).
В 1945—1964 годах состоял членом правления Союза писателей Литовской ССР (в 1960—1964 годах — член президиума правления). С 1947 года член КПСС. В 1956 году окончил в Москве Высшую партийную школу и Высшие литературные курсы при Литературном институте имени А. М. Горького.. Был главным редактором ежемесячного журнала Союза писателей Литвы „Pergalė“ («Победа»; 1958—1964).
Похоронен в Вильнюсе на кладбище Расу. Надгробный памятник создан в 1967 году (скульптор Пятрас Дялтува, архитектор Эугениюс Гузас).

## Литературная деятельность
Стихи начал печатать в 1939 году. Первый сборник стихотворений „Žemės sauja“ (1947) включает стихи с фронтовой тематикой и мировоззрением солдата. В сборниках поэзии „Saulėtekis“ (1950), „Sąžinė negali tylėti“ (1952), „Varpos iš laukų“ (1955), „Šaltinis prie kelio“ (1957) преобладают темы прославления коммунистической партии, дружбы советских народов, осуждения империалистов. Книги поэзии „Vilniaus etiudai“ («Вильнюсские этюды»; 1958, 1963; третье издание 1980) и стихотворная „Legenda apie Vilniaus pilį“ («Легенда о вильнюсском замке»; 1958; третье издание 1989) посвящены истории Вильнюса.
Автор произведений для детей с отчётливой советской идеологией — сборник рассказов „Laužai prie upės“ (1951), стихотворный рассказ „Vietnamo karys“ (1952; второе издание 1967).
Издано несколько сборников избранных стихотворений Мозурюнаса — „Lyrika“ (1967), „Didžioji gatvė“ (1981), „Šaltinis prie kelio“ (1982).
Написал сценарии кинофильма „Žingsniai naktį“ (1962, режиссёр Раймондас Вабалас), а также документальных киноочерков „Neringa“ (1957), „Nemuno žiotyse“ (1958). 
Переводил на литовский язык стихотворения Юлиуша Словацкого, Тараса Шевченко, Максима Танка, Эдуарда Багрицкого. Стихотворения Владаса Мозурюнаса переводились на русский язык и язык эсперанто.
Автор сценария снятого на Литовской киностудии художественного фильма 1962 года «Шаги в ночи».

## Память
В 1966 году в Вильнюсе на доме по адресу улица Пушу 48 (прежде улица Б. Пранскаус-Жилёнё; район Жверинас) была открыта мемориальная доска с надписью на литовском и русском языках: «В этом доме в 1946—1956 годах жил литовский советский поэт, активный общественный деятель Владас Мозурюнас»

## Книги
- Žemės sauja. Vilnius: Valstybinė grožinės literatūros leidykla, 1947. 90 p.
- Saulėtekis. Vilnius: Valstybinė grožinės literatūros leidykla, 1950. 136 p.
- Laužai prie upės: apsakymų rinkinys vaikams. Vilnius : Valstybinė grožinės literatūros leidykla, 1951. 64 p.
- Sąžinė negali tylėti. Vilnius : Valstybinė grožinės literatūros leidykla, 1952. 63 p.
- Vietnamo karys: eiliuotas pasakojimas vaikams. Vilnius : Valstybinė grožinės literatūros leidykla, 1952. 30 p. Второе издание Vietnamo karys: poema. Vilnius: Vaga, 1967. 21 p.
- Varpos iš laukų. Vilnius: Valstybinė grožinė literatūros leidykla, 1955. 93 p.
- Šaltinis prie kelio. Vilnius: Valstybinė grožinė literatūros leidykla, 1957. 233 p.
- Vilniaus etiudai. Vilnius: Valstybinė grožinės literatūros leidykla, 1958. 73 p.
- Legenda apie Vilniaus pilį, 1958., 3 leid. 1989.
- Vilniaus etiudai. Vilnius: Valstybinė grožinės literatūros leidykla, 1963. 109 p.
- Jūros posmai. Vilnius: Vaga, 1965. 90 p.
- Lyrika: eilėraščių rinktinė. Vilnius: Vaga, 1967. 174 p.
- Raštai, 2 t. Vilnius: Vaga, 1971.
- Vilniaus etiudai: eilėraščiai, 3 leid. Vilnius: Vaga, 1980. 135 p.
- Didžioji gatvė: eilėraščių rinktinė. Vilnius: Vaga, 1981. 191 p.
- Šaltinis prie kelio: eilėraščių rinktinė. Vilnius: Vaga, 1982. 301 p.
- Legendo pri Vilna kastelo (tradukis Petras Čeliauskas, pentristino Algė Varnaitė). Kaunas: Ryto varpas, 2005. – 15 p.: iliustr. – ISBN 9955-646-04-7